# (6295) Schmoll
(6295) Schmoll (1988 CF3) – planetoida z pasa głównego asteroid okrążająca Słońce w ciągu 3,59 lat w średniej odległości 2,34 j.a. Odkryta 11 lutego 1988 roku.